# Vertrag von Fontainebleau (1814)

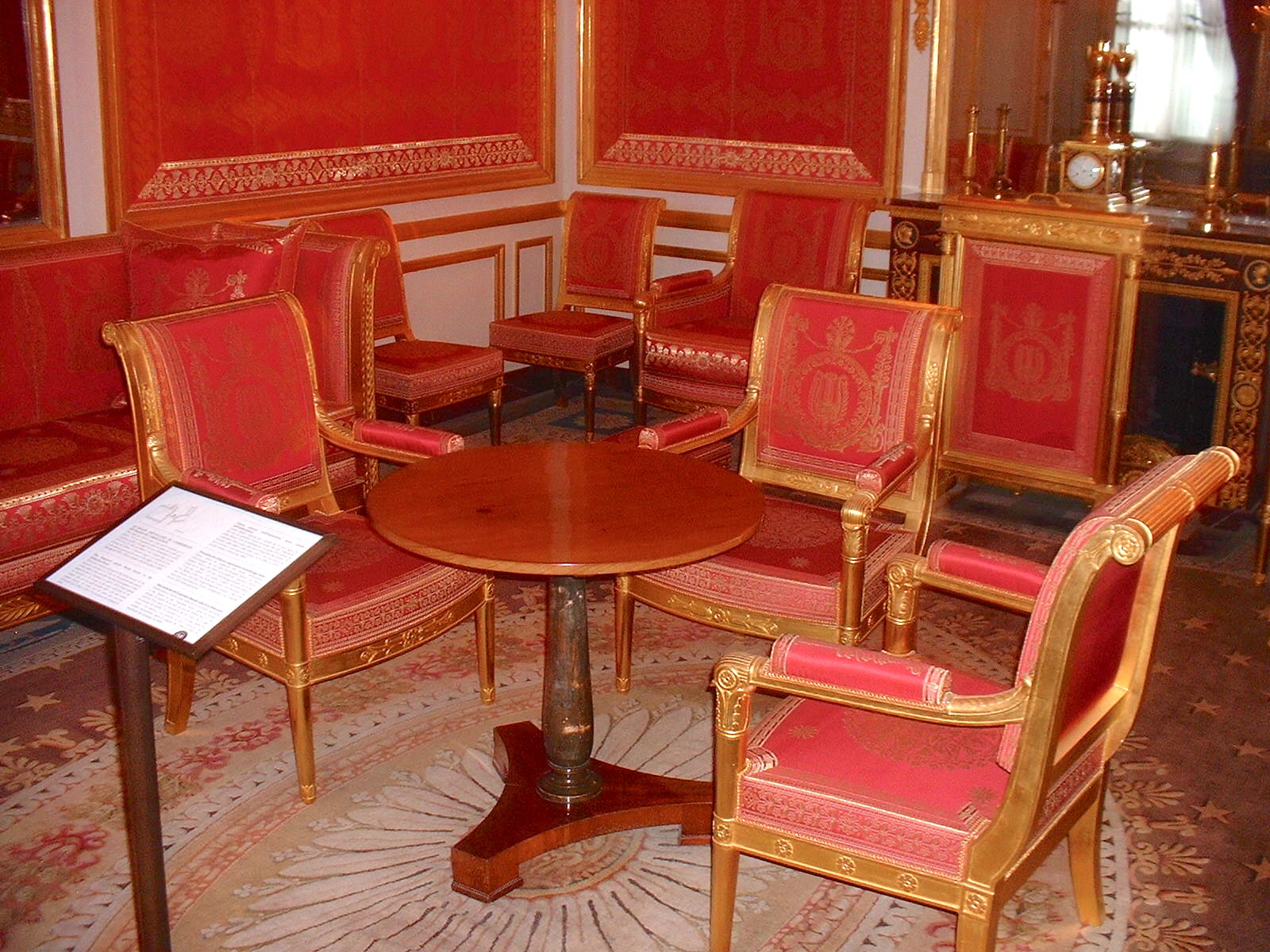
Der Raum der Vertragsunterzeichnung

Der Vertrag von Fontainebleau wurde am 11. April 1814 zwischen Napoleon Bonaparte auf der einen Seite und Österreich, Russland und Preußen auf der anderen Seite geschlossen. Das Abkommen regelte die Einzelheiten der Abdankung Napoleons, die noch am gleichen Tag erfolgte. Großbritannien unterzeichnete nur die Teile des Vertrages, die sich auf das zukünftige Schicksal Napoleons und seiner Familie bezogen, weil es Napoleon nie als Kaiser anerkannt hatte.
Der Vertrag erhielt seinen Namen nach dem Ort der Unterzeichnung, dem Schloss Fontainebleau südlich von Paris. 

## Inhalt des Vertrages
- Napoleon verzichtete für sich und seine Erben auf den französischen und den italienischen Thron. Dafür erhielt er die Insel Elba als souveränes Fürstentum auf Lebenszeit, jährlich 2 Millionen Francs Unterhalt aus der französischen Staatskasse, 1000 von ihm selbst ausgewählte französische Soldaten als Garde und die Korvette, die ihn nach Elba bringen sollte.
- Seine Frau, Kaiserin Marie-Louise, erhielt die italienischen Herzogtümer Parma, Piacenza und Guastalla mit voller Souveränität.
- Napoleons Sohn Napoleon Franz Bonaparte, bisher König von Rom, wurde der Erbe seiner Mutter und erhielt den Titel eines Prinzen von Parma.
- Napoleons Mutter und seine Geschwister erhielten zusammen eine von Frankreich zu zahlende Rente von 250.000 Francs.

## Nach Vertragsabschluss
Am 26. Februar 1815 ging Napoleon mit einer Truppe von etwa 1000 Mann an Bord einiger Schiffe und traf bald in Antibes ein. Er übernahm noch einmal die Macht in Frankreich („Herrschaft der Hundert Tage“); diese endete mit der verlorenen Schlacht bei Waterloo. Napoleon musste sich in die Hände der britischen Regierung begeben, die ihn in die Verbannung auf die Insel St. Helena bringen ließ. Dort starb er am 5. Mai 1821.